# 尾方真生
尾方 真生（おがた まお、1999年5月7日 - ）は、熊本県出身の女子競輪選手。日本競輪選手会福岡支部所属、ホームバンクは久留米競輪場。日本競輪選手養成所（以下、養成所）第118期生。師匠は藤田剣次（85期）。

## 経歴
九州学院高等学校出身で、同級生に村上宗隆がいる。高校時代は陸上部に所属し、短距離を専門種目としていた。熊本県高等学校総合体育大会100mで2位となり、インターハイ出場経験を持つ。
小林優香、児玉碧衣ら強豪ガールズケイリン選手が集う藤田剣次に弟子入りし、2019年1月18日、日本競輪学校（当時）第118回技能試験に合格。
養成所在所中は、第2回記録会において200mフライングダッシュで11秒62の養成所新記録を樹立。また、第3回記録会では全て（但し2000mタイムトライアルは実施せず）の記録が最高基準を上回り、女子史上7人目となるゴールデンキャップを獲得。在所中の競走成績は2位（25勝）、卒業記念レースでは決勝戦1着となり優勝。
2020年、5月29日の小倉競輪場での新人戦『競輪ルーキーシリーズ2020』でデビュー。初勝利は同日、そして同開催では完全優勝し初優勝。本格デビューは7月6日の青森FII（モーニング）第2レースで1着、翌日の予選2では3着となったが最終日の決勝で1着となり同開催でも優勝を果たした。また、11月の競輪祭期間中に行われた特別競走・ガールズグランプリトライアルにも特例で出場を果たした。同年は下期だけで他の同期を大きく引き離した1着26回・優勝7回（『競輪ルーキーシリーズ』を含む）の成績を収め、取得賞金額も同期中トップの648万7000円であった。
2021年、4月18日に開催予定の新人女王決定戦「第3回ガールズ フレッシュクイーン」（西武園）出場選手として選出され、2着となる。その直後の佐世保FIIから4場所連続完全優勝し、6月6日の高松FII2日目までで14連勝（最終日決勝は2着）。7月のガールズケイリンフェスティバル（函館）では強豪選手相手に予選2走を1着・3着として決勝に進出するが6着に終わる。その後も安定した活躍で、賞金獲得額上位に入り同年末のガールズグランプリ2021に初出場。グランプリは6着に終わったが、同年の獲得賞金額は1644万6300円とし、獲得賞金ランキングでは5位に入った。
2022年、1月14日に同年5月5日開催予定のガールズケイリンコレクション2022いわき平ステージ出場権を賭けたトライアルレース（岸和田）に出場。ただ、同開催は2日目以降開催打ち切りとなったことで、初日に1着であったため特例で出場権が与えられた。4月10日の第4回ガールズ フレッシュクイーン（平塚）では最終2角からの捲りで快勝、自身初のタイトル獲得と同年7月のガールズケイリンフェスティバル（玉野）出場権を獲得。同年末のガールズグランプリはグランプリトライアル終了時点で選考用賞金額8位であったが、上位につけていた尾崎睦が選考除外となったため繰り上がり7番目で出場権を獲得。結果4着で同年の獲得賞金額は1839万3400円とし、獲得賞金ランキングでは8位となった。
2024年、7月に行われたガールズケイリンフェスティバル（松戸）に出場し、決勝戦では逃げきって優勝。同大会は次年度よりGI・女子オールスター競輪へと鞍替えするためこれが最終開催であり、最後の優勝者として名を刻んだ。同年末のガールズグランプリも賞金獲得額上位で出場権を獲得、4年連続で出場となった（7着）。
2025年、3月3日の久留米FI決勝戦で勝利し同開催を完全優勝、そして通算300勝を達成。登録日から4年11か月6日（登録日を含まない）、デビューから4年9か月5日、デビューから409戦目での達成であり、規程によりJKAより表彰対象となった。ガールズケイリン史上14人目、表彰対象に限れば8人目の記録。

## 主な獲得タイトルと記録
- 2022年 - FII・ガールズ フレッシュクイーン（平塚競輪場）
- 2024年 - FII・ガールズケイリンフェスティバル（松戸競輪場）
- 通算300勝達成（表彰対象） - 2025年3月3日、久留米競輪場